# Eumastacops duckeana
Eumastacops duckeana är en insektsart som beskrevs av Marius Descamps 1982. Eumastacops duckeana ingår i släktet Eumastacops och familjen Eumastacidae. Inga underarter finns listade i Catalogue of Life.